# 巴加爾布爾縣
巴加爾布爾縣（英語：Bhagalpur district）是印度的一個縣，位於該國東北部，由比哈爾邦負責管轄，面積2,570平方公里，每年平均降雨量1,166毫米，2011年人口3,032,226，人口密度每平方公里1180人。

## 外部連結
- Bhagalpur Information Portal